# 阿瘦皮鞋
阿瘦皮鞋（英語：A.S.O）是一家臺灣皮鞋品牌，1952年11月自擦皮鞋攤販「阿瘦擦鞋號」起家，1971年於臺北市延平北路二段83號成立首家旗艦店「阿瘦雙馬皮鞋店」，創辦人為羅水木。

## 歷史
創辦人羅水木為臺灣日治時期臺北州羅東郡冬山庄（今宜蘭縣冬山鄉）人，幼時曾與弟同染瘧疾，弟不幸死亡。20歲左右離鄉背井到臺北開設麵攤卻因賭博惡習輸掉初創的事業，轉而至西門町的皮鞋店擦皮鞋，在習得技巧後憑著典當手錶換來的120元於1952年前往延平北路二段97號巷口與友人創業合開擦鞋店，1964年肺結核癒後因身形消瘦被客戶取了「瘦仔」、「阿瘦」的綽號。羅除了經營擦鞋業務外也提供修鞋服務，其將修理好的皮鞋擺在櫥窗展示時曾引發不少客戶及路人詢價，1960年代中後期時逢擦鞋業逐漸式微，羅開始萌生將營業範圍拓展至「製鞋」的想法。
1966年，羅水木與專精製作皮鞋的表弟於原擦鞋攤旁擺放展示架販售高級男鞋，開啟製鞋志業。1971年4月23日，阿瘦於臺北市成立第一家門市，羅因與長女同樣肖馬而將店面命名為「阿瘦雙馬」。2005年擴張版圖開發旗下第二女鞋品牌「BESO」與男女休閒品牌「FRENO」。2012年羅水木引退後將企業交由其兩子羅榮岳、羅榮科經營。2014年9月，成為臺灣首個本土鞋業品牌的上市公司。2015年，捐款近新台幣3000萬元於故里宜蘭縣冬山鄉成立「A.S.O阿瘦羅水木紀念圖書館」。2016年，阿瘦啟動諸多轉型計畫，先後成立了「BoBonny」、「Comphy+」、「Union Square」、「ChoiseeZ」、「A.S.O生活誌」、「A.S.O Life美好生活優質購物網」等不同品牌。2018年，阿瘦皮鞋跨足醫療科技，與工業技術研究院共同研發足部健檢系統，於全國門市全面導入「動態足壓量測」服務。2019年，成立醫院型門市，進駐醫療通路。2021年申請醫字號，相繼成立結合職能治療師、物理治療師與骨科醫師的「足醫中心」以及著眼於指甲保健的「足醫健甲中心」，提供日常指甲護理、灰指甲、嵌甲、足底厚繭與雞眼的治療及維護服務。

## 爭議
- 2017年6月，《職人雜誌》創辦人石展丞向媒體爆料指阿瘦的「職人季」活動文宣中，「職人」兩字與《職人雜誌》上的字體完全一樣，因此提告阿瘦皮鞋及其董事長羅榮岳侵權，但因提告時間點已逾6個月告訴期，臺北地檢署最終處分以不起訴。[12]
- 2019年9月，曾有民眾到阿瘦皮鞋買鞋穿沒幾次就開口笑，送到店裡維修兩星期後拿到鞋卻發現根本沒修，鞋子品質因此備受質疑。阿瘦皮鞋事後回應品質沒問題，是鞋底的環保膠水解，會積極協助客戶處理。[13]

## 外部連結
- 阿瘦皮鞋官網 （页面存档备份，存于）
- A.S.O 阿瘦皮鞋的Facebook專頁
- 阿瘦皮鞋的Instagram帳戶